# 35e cérémonie des David di Donatello
La 35e cérémonie des David di Donatello s'est déroulée le 2 juin 1990 au Teatro delle Vittorie (it).

## Palmarès

### Meilleur film
- Portes ouvertes
  - Palombella rossa
  - La voce della luna
  - Il male oscuro
  - Storia di ragazzi e di ragazze

### Meilleur réalisateur
- Mario Monicelli pour Il male oscuro
  - Gianni Amelio pour Portes ouvertes
  - Pupi Avati pour Storia di ragazzi e di ragazze
  - Federico Fellini pour La voce della luna
  - Nanni Loy pour Scugnizzi
  - Nanni Moretti pour Palombella rossa

### Meilleur réalisateur débutant
- Ricky Tognazzi pour Légers quiproquos
  - Giacomo Campiotti pour Corsa di primavera
  - Gianfranco Cabiddu pour Disamistade
  - Livia Giampalmo pour Evelina e i suoi figli
  - Monica Vitti pour Scandalo segreto

### Meilleur scénariste
- Pupi Avati pour Storia di ragazzi e di ragazze
  - Suso Cecchi D'Amico et Tonino Guerra pour Il male oscuro
  - Nanni Moretti pour Palombella rossa
  - Gianni Amelio, Vincenzo Cerami et Alessandro Sermoneta pour Portes ouvertes
  - Nanni Loy et Elvio Porta pour Scugnizzi

### Meilleur producteur
- Mario Cecchi Gori, Vittorio Cecchi Gori et Gianni Minervini pour Turné
  - Mario Orfini pour Mio caro dottor Gräsler
  - Angelo Barbagallo et Nanni Moretti pour Palombella rossa
  - Angelo Rizzoli Jr. pour Portes ouvertes
  - Mario Cecchi Gori et Vittorio Cecchi Gori pour La voce della luna
  - Giovanni Di Clemente pour Scugnizzi

### Meilleure actrice
- Elena Sofia Ricci pour Ne parliamo lunedì
  - Virna Lisi pour Joyeux Noël, bonne année
  - Stefania Sandrelli pour Evelina e i suoi figli
  - Lina Sastri pour Légers quiproquos
  - Anna Bonaiuto pour Donna d'ombra

### Meilleur acteur
- Paolo Villaggio pour La voce della luna (ex æquo)
- Gian Maria Volonté pour Portes ouvertes (ex æquo)
  - Massimo Troisi pour Quelle heure est-il
  - Sergio Castellitto pour Légers quiproquos
  - Giancarlo Giannini pour Il male oscuro
  - Nanni Moretti pour Palombella rossa

### Meilleure actrice dans un second rôle
- Nancy Brilli pour Légers quiproquos
  - Stefania Sandrelli pour Il male oscuro
  - Pamela Villoresi pour Evelina e i suoi figli
  - Mariella Valentini pour Palombella rossa
  - Amanda Sandrelli pour Amori in corso

### Meilleur acteur dans un second rôle
- Sergio Castellitto pour Tre colonne in cronaca
  - Ennio Fantastichini pour  Portes ouvertes
  - Alessandro Haber pour Willy Signori e vengo da lontano
  - Vittorio Caprioli pour Il male oscuro
  - Roberto Citran pour Légers quiproquos

### Meilleur directeur de la photographie
- Giuseppe Rotunno pour Mio caro dottor Gräsler
  - Tonino Delli Colli pour La voce della luna
  - Pasqualino De Santis pour Oublier Palerme
  - Tonino Nardi pour Portes ouvertes
  - Luciano Tovoli pour Quelle heure est-il

### Meilleur musicien
- Claudio Mattone pour Scugnizzi
  - Mario Nascimbene pour Blue Dolphin - L'avventura continua
  - Riz Ortolani pour Storia di ragazzi e di ragazze
  - Nicola Piovani pour La voce della luna
  - Armando Trovajoli pour Quelle heure est-il

### Meilleure chanson originale
- Claudio Mattone pour Scugnizzi
  - Fiorenzo Carpi pour Il prete bello
  - Mario Nascimbene pour Blue Dolphin - L'avventura continua
  - Ennio Morricone pour Mio caro dottor Gräsler
  - Enzo Jannacci et Paolo Jannacci pour Légers quiproquos

### Meilleur décorateur
- Dante Ferretti pour La voce della luna
  - Giantito Burchiellaro pour Mio caro dottor Gräsler
  - Amedeo Fago et Franco Velchi pour Portes ouvertes
  - Mario Garbuglia pour L'avaro
  - Franco Velchi pour Il male oscuro

### Meilleur créateur de costumes
- Gianna Gissi pour Portes ouvertes
  - Milena Canonero et Alberto Verso pour Mio caro dottor Gräsler
  - Maurizio Millenotti pour La voce della luna
  - Danda Ortona pour Scugnizzi
  - Graziella Virgili pour Storia di ragazzi e di ragazze

### Meilleur monteur
- Nino Baragli pour La voce della luna
  - Nino Baragli pour Turné
  - Ruggero Mastroianni pour Oublier Palerme
  - Simona Paggi pour Portes ouvertes
  - Amedeo Salfa pour Storia di ragazzi e di ragazze

### Meilleur son
- Remo Ugolinelli pour Portes ouvertes
  - Franco Borni pour Palombella rossa
  - Tiziano Crotti pour Turné
  - Raffaele De Luca pour Storia di ragazzi e di ragazze
  - Remo Ugolinelli pour Légers quiproquos

### Meilleur film étranger
- Le Cercle des poètes disparus (Dead Poets Society) •  États-Unis
  - Crimes et Délits
  - Milou en mai
  - L'Ami retrouvé
  - La Vie et rien d'autre

### Meilleur réalisateur étranger
- Louis Malle pour Milou en mai
  - Peter Weir pour Le Cercle des poètes disparus (Dead Poets Society)
  - Woody Allen pour Crimes et Délits
  - Oliver Stone pour Né un 4 juillet
  - Rob Reiner pour Quand Harry rencontre Sally

### Meilleur scénariste étranger
- Woody Allen pour Crimes et Délits

### Meilleur producteur étranger
- Noel Pearson pour My Left Foot

### Meilleure actrice étrangère
- Jessica Tandy pour Miss Daisy et son chauffeur
  - Kathleen Turner pour La Guerre des Rose
  - Meg Ryan pour Quand Harry rencontre Sally
  - Miou-Miou pour Milou en mai
  - Mia Farrow pour Crimes et Délits

### Meilleur acteur étranger
- Philippe Noiret pour La Vie et rien d'autre
  - Robin Williams pour le rôle de John Keating, professeur de lettres dans Le Cercle des poètes disparus (Dead Poets Society)
  - Michael Douglas pour La Guerre des Rose
  - Woody Allen pour Crimes et Délits
  - Tom Cruise pour Né un 4 juillet

### Premio Alitalia
- Nino Manfredi

### David Luchino Visconti
- Éric Rohmer

### David Spécial
- Alberto Sordi